# کوارتت تاکاچ
کوارتتِ تاکاچ (انگلیسی: Takács Quartet) یک گروه موسیقی کوارتت زهی است که در کشور مجارستان پایه‌گذاری شد و امروزه مقر آن در بولدر، کلرادو در ایالات متحده آمریکا است.
این کوارتت زهی در سال ۱۹۵۷ میلادی توسط چهار دانشجوی آکادمی موسیقی فرانتس لیست در بوداپست بنیان نهاده شد. این چهار دانشجو، گابور تاکاچ-ناگی (نوازندهٔ اول ویولن)، کاروی شرانتس (نوازندهٔ دوم ویولن)، گابور اورمای (نوازندهٔ ویولا) و آندراش فِـیر (نوازندهٔ ویولنسل) بودند.
شهرت بین‌المللی آنان در سال ۱۹۷۷ میلادی و پس از بردن جایزهٔ نخست و جایزهٔ هیئت داوران در «رقابت‌های بین‌المللی کوارتت زهی» در اویان-له-بن فرانسه به‌دست آمد. سپس در سال ۱۹۷۸ برندهٔ جایزهٔ نخست «رقابت‌های بین‌المللی کوارتت زهی بوداپست» و یک سال بعد برندهٔ جایزهٔ «رقابت‌های پورتسموث و بوردو» شدند و سرانجام در سال ۱۹۸۱ جایزهٔ نخست «رقابت‌های براتیسلاوا» را از آنِ خود کردند. پس از این موفقیت‌ها، کوارتت تاکاچ تورِ آمریکای شمالی خود را در سال ۱۹۸۲ آغاز کرد و اعضا در سال ۱۹۸۳ تصمیم گرفتند که برای همیشه در ایالات متحده آمریکا ماندگار شوند.
آن‌ها کوارتت‌های فراوانی را از هنرمندان گوناگون نظیر بلا بارتوک، لودویگ فان بتهوون، ولفگانگ آمادئوس موتسارت، یوزف هایدن، فرانتس شوبرت، آنتونین دورژاک، یوهانس برامس، ارنست شوسون، بدریخ اسمتانا و الکساندر برودین اجرا کرده‌اند.
امروزه از اعضای اصلی گروه، تنها کاروی شرانتس در آن باقی مانده‌است و باقی اعضا تغییر کرده‌اند.